# Cratérope ombré
Turdoides tenebrosa
Espèce
Synonymes
- Turdoides tenebrosus

Statut de conservation UICN

 LC  : Préoccupation mineure
Le Cratérope ombré (Turdoides tenebrosa) est une espèce de passereau de la famille des Leiothrichidae.

## Répartition
Cet oiseau vit en République démocratique du Congo, en Éthiopie, en Ouganda et au Soudan.